# Josef Witternigg

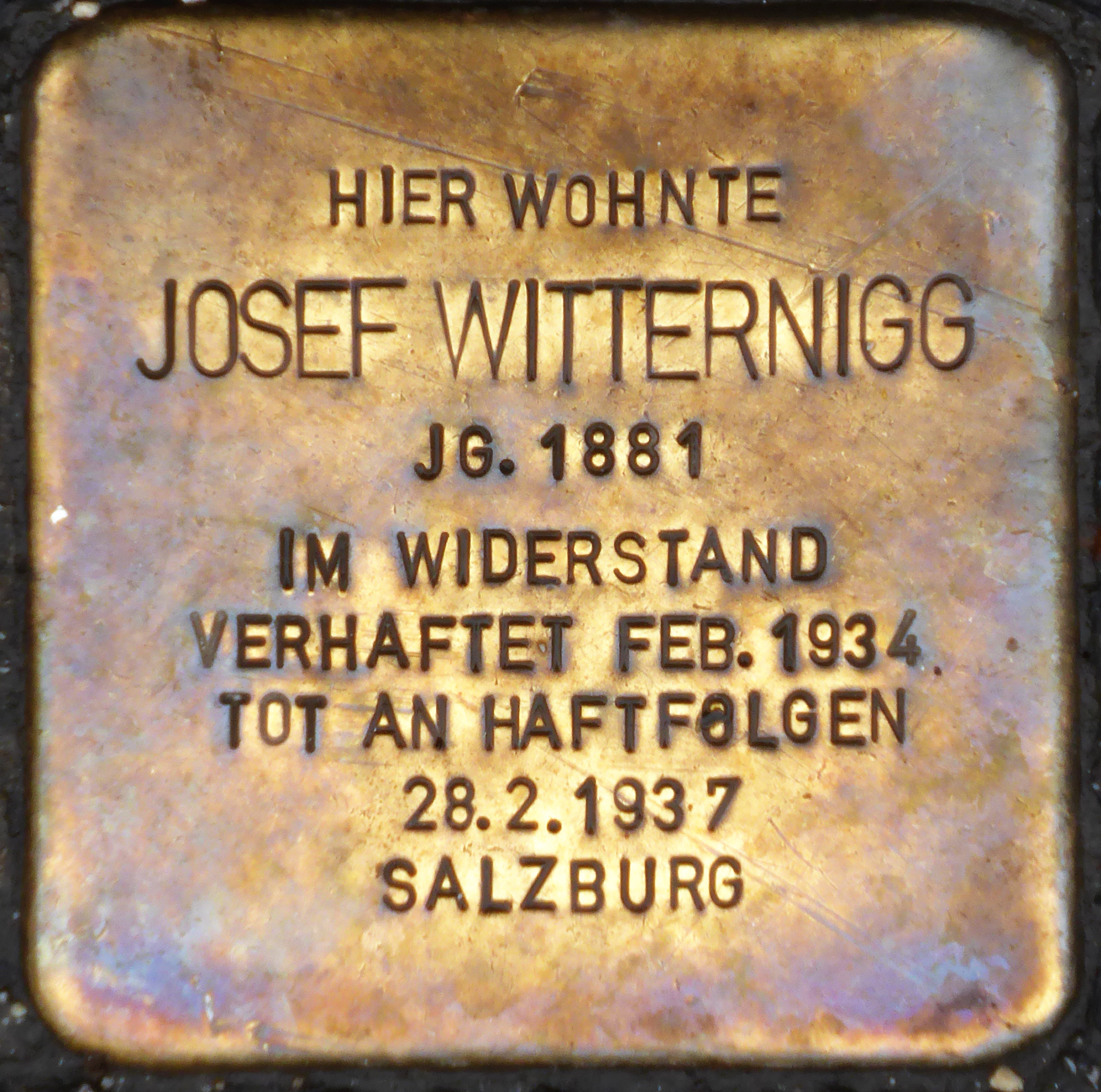
Stolperstein in der Stadt Salzburg

Josef Witternigg (* 12. Januar 1881 in Bleiburg; † 28. Februar 1937 in Salzburg) war ein österreichischer Politiker der Sozialdemokratischen Arbeiterpartei (SDAP).

## Ausbildung und Beruf
Nach dem Besuch der Volksschule lernte er den Beruf des Hutmachers. Er besuchte volkstümliche Universitätskurse an der Universität Wien und absolvierte das Studium der Nationalökonomie und der Geschichte als außerordentlicher Hörer (vier Semester). Er wurde Fremdenführer und Parteisekretär der SDAP Salzburg.

## Leben
Josef Witternigg war mit der sozialdemokratischen Politikerin Anna (geborene Schwabeneder) verheiratet. Sie hatten zwei Kinder, Margarethe und Josef.
Nach der Zerschlagung der Sozialdemokratischen Arbeiterpartei (SDAP) im Februar 1934 war Josef Witternigg eine der Schlüsselfiguren beim kampflosen Abgang der SDAP in Salzburg. Obwohl es ein Streikverbot gab, das die autoritäre Regierung Engelbert Dollfuß am 21. April 1933 für alle Betriebe des Bundes und des öffentlichen Wohls verordnet hatte, rief der Parteivorstand in Wien zum Generalstreik auf. Die Landeszentrale wurde von der Polizei aus „Präventivgründen“ abgehört, und Josef Witternigg wurde als Leiter des Generalstreiks am 12. Februar 1934 wegen „Verdachtes des Verbrechens des Hochverrates“ festgenommen, am 25. Mai 1934 aber wieder enthaftet und am 25. Februar 1935 „außer Verfolgung gesetzt“. Ein Ansuchen um Haftentschädigung wurde am 28. März 1935 abgelehnt, da der „Verdacht nicht entkräftet“ wurde. Einem Einspruch wurde am 5. Juni 1935 nicht stattgegeben, eine Zustimmung zur Ausreise in die Tschechoslowakei wurde ihm verweigert. Er starb am 28. Februar 1937, weil er durch die politische Verfolgung unter der österreichischen Diktatur schwere gesundheitliche Schädigungen erlitten hat. Seine Frau hatte aus diesem Grund nach dem 2. Weltkrieg Anspruch auf Opferfürsorge. Sie verstarb am 29. Mai 1967.

## Politische Funktionen
- 1918: Mitglied der provisorischen Salzburger Landesversammlung und Abgeordneter zum Salzburger Landtag, Landesrat der Landesregierung Winkler

## Politische Mandate
- 4. März 1919 bis 9. November 1920: Mitglied der Konstituierenden Nationalversammlung, SDAP
- 10. November 1920 bis 1. Oktober 1930: Mitglied des Nationalrates (I., II. und III. Gesetzgebungsperiode), SDAP
- 2. Dezember 1930 bis 17. Februar 1934: Mitglied des Nationalrates (IV. Gesetzgebungsperiode), SDAP